# ポール・ウェイナー
ポール・グリー・ウェイナー（Paul Glee Waner，1903年4月16日 - 1965年8月29日）は、アメリカ合衆国オクラホマ州ハラ出身の元プロ野球選手（右翼手）。ニックネームは「Big Poison」。
「Little Poison」と呼ばれた実弟ロイド・ウェイナーも通算2,459安打を記録した名選手で、『ポイズン・ブラザーズ』として名を馳せた。

## 経歴

### プロ入り前
オクラホマ準州（当時）ハラにて父オラと母エッタの間に誕生。高校卒業後イーストセントラル大学に進学し、1922年には投手として23勝4敗・防御率1.70を記録。両親は教師になることを望んでいた。

### マイナーリーグ/パイレーツ時代
1923年にパシフィックコーストリーグのサンフランシスコ・シールズと契約し、外野手に転向。1925年に打率.401・280安打・75二塁打を記録し、10月13日にピッツバーグ・パイレーツへ移籍。

1926年4月13日のセントルイス・カージナルスとの開幕戦に代打で出場してメジャーデビューを果たし、5月以降右翼のレギュラーに定着。8月26日のニューヨーク・ジャイアンツ戦で6打数6安打を記録するなど、ルーキーながら打率.336・180安打、共にリーグトップの出塁率.413・22三塁打の好成績を挙げる。
1927年は弟ロイドがデビューしチームメイトとなる。6月3日のフィラデルフィア・フィリーズ戦から6月19日のシカゴ・カブス戦にかけてメジャー記録の14試合連続長打を達成するなど、いずれもリーグトップの打率.380・131打点・237安打・18三塁打・342塁打、ロジャース・ホーンスビーに次ぐリーグ2位の出塁率.437・OPS.986と前年よりも更に成績を上げて首位打者・最多打点の二冠を獲得し、チームのリーグ優勝に大きく貢献。『殺人打線』と称されたニューヨーク・ヤンキースとのワールドシリーズでは打率.333を記録するが、チームは4連敗で敗退。弟と同じくこれが自身最初で最後のワールドシリーズ出場となった。MVPの投票ではフランキー・フリッシュを6ポイント差で抑えて受賞を果たした。

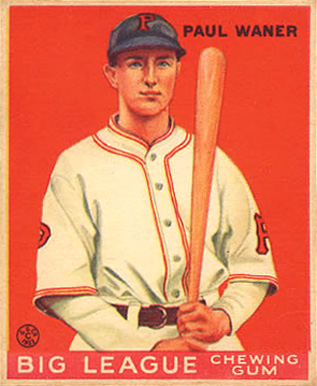
Goudey社のベースボールカード

1928年はリーグトップの50二塁打・142得点、いずれもリーグ2位の打率.370・19三塁打・出塁率.446を記録。1929年は契約が拗れてスプリングトレーニングを棒に振るなど出遅れるが、キャリアハイの15本塁打。

1932年は5月20日のカージナルス戦でメジャー記録の1試合4二塁打。全試合出場を果たし、球団記録で当時歴代3位（2021年現在は5位）の62二塁打を記録するが、出塁率は.397とデビュー以来初めて.400を割った。

1933年は2年連続の全試合出場、第1回のオールスターゲームにも選出されたが、打率.309とそれまでのキャリアワーストの数字に終わった。

1934年はいずれもリーグトップの打率.362・217安打・122得点、リーグ2位の16三塁打・出塁率.429を記録して復活し、7年ぶりの首位打者のタイトルを獲得。MVPの投票では30勝を挙げたディジー・ディーンに次ぐ2位にランクインした。

1936年は打率.373で2年ぶりの首位打者を獲得。1937年も打率.354・219安打を記録するが、経営陣からの要請でアルコールを断った1938年は.280に終わり、ルーキーイヤーから維持していた打率.300以上は12年で途絶えた。1940年は若手の台頭もあって出場機会が減少し、12月5日に解雇された。

### キャリア後期
1941年1月31日にブルックリン・ドジャースと契約。しかし11試合の出場で打率.171と全く打てず、5月11日に再び解雇される。
5月24日にボストン・ブレーブスと契約し、5月7日にトレードでブレーブスに移籍していた弟と再びチームメイトとなる。

1942年6月17日、シンシナティ・レッズとのダブルヘッダー2試合目の5回裏に、遊撃手エディ・ジョーストが弾く強烈なゴロが内野安打となり、当時史上7人目の通算3000安打達成と思われた。ところがウェイナー自身が記者席の公式記録員に向かって大きく手を横に振り、「記念すべき3000安打を文句のない1本で記録したいから」という理由で記録の訂正を要求したために安打は取り消され、ジョーストの失策に変更された。2日後の6月19日、古巣パイレーツ戦で左翼へのクリーンヒットを放ち、3000安打を達成した。
1943年1月19日に解雇されるが、2日後の1月21日にドジャースに復帰。第二次世界大戦の影響で多くの選手が徴兵されて選手層が薄くなった中、試合数は少ないながら打率.311・出塁率.406を記録する。1944年9月1日に解雇されたが、同日ヤンキースと契約。1945年5月3日に解雇され、メジャーでのキャリアを終えた。
1946年にマイナーのフロリダ・インターナショナルリーグに所属するマイアミ・サンソックスで選手兼任監督としてプレイし、同年限りで現役を引退した。

弟ロイドとの安打数の合計は5,611で、ディマジオ3兄弟（ジョー2,214，ドム1,680，ビンス959）の計4,853、アルー3兄弟（フェリペ2,101，マティ1,777，ヘスス1,216）の計5,094を上回り、兄弟としての最多記録である。

### 引退後
引退後はゴルフや釣り、狩猟を楽しむ一方で、ブレーブスやフィリーズ、カージナルスで打撃コーチを務めた。またパイレーツの後輩であるディック・グロートに打撃を指導したり、テッド・ウィリアムズに「ブードローシフト（ウィリアムズシフト）」への対抗策をアドバイスするなどした。
1952年7月21日にアメリカ野球殿堂入り。1965年8月29日にフロリダ州サラソータで肺気腫による呼吸停止で死去した。62歳没。

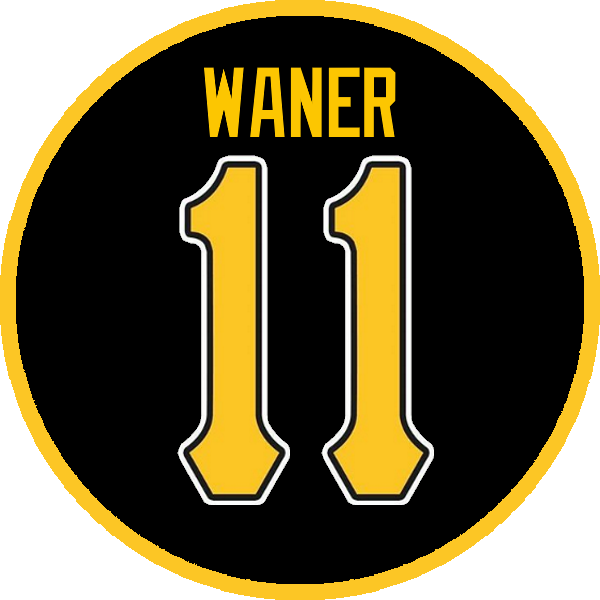
ウェイナーのパイレーツ在籍時の背番号「11」。
ピッツバーグ・パイレーツの永久欠番に2007年指定。

殿堂入りから55年後の2007年7月21日、パイレーツ在籍時の背番号『11』が球団史上9番目の永久欠番に指定され、試合前に記念のセレモニーが行われた。

## エピソード
- ニックネームの「Big Poison」は、ブルックリンのエベッツ・フィールドでの試合中にファンがウェイナー兄弟に向かって「Big Person」「Little Person」と叫んだのが「Poison」と言っているように聞こえたことが由来と言われている。弟ロイドはポロ・グラウンズでのジャイアンツ戦で同様のことがあったと証言しており、真相は定かでは無いが、いずれにせよニューヨーク訛りが起因していると考えられる[1]。

- 「リラックスするため」という理由で打席に入る前にウイスキーを飲んでいた。そうすると「ボールがバスケットボールのように見えた」という。またケーシー・ステンゲルは、ウェイナーのベースランニング技術を称賛する中で「彼は尻ポケットに入れた酒のボトルを壊さずにスライディングできる、非常に優雅な選手だ」と語っていた[1]。

- 近視だったが、眼鏡をかける事は無かった。裸眼だとグレープフルーツサイズに見えるボールが、眼鏡をかけると小さく見えてしまったという[1]。

- 「両手の指の関節を揃える」グリップの握りを勧めていたことで知られる[18]。

## 詳細情報

### 年度別打撃成績
| 年 度     | 球 団     | 試 合 | 打 席 | 打 数 | 得 点 | 安 打 | 二 塁 打 | 三 塁 打 | 本 塁 打 | 塁 打 | 打 点 | 盗 塁 | 盗 塁 死 | 犠 打 | 犠 飛 | 四 球 | 敬 遠 | 死 球 | 三 振 | 併 殺 打 | 打 率 | 出 塁 率 | 長 打 率 | O P S |
| --------- | --------- | ----- | ----- | ----- | ----- | ----- | -------- | -------- | -------- | ----- | ----- | ----- | -------- | ----- | ----- | ----- | ----- | ----- | ----- | -------- | ----- | -------- | -------- | ----- |
| 1926      | PIT       | 144   | 618   | 536   | 101   | 180   | 35       | 22       | 8        | 283   | 79    | 11    | --       | 4     | --    | 66    | --    | 12    | 19    | --       | .336  | .413     | .528     | .941  |
| 1927      | PIT       | 155   | 709   | 623   | 114   | 237   | 42       | 18       | 9        | 342   | 131   | 5     | --       | 3     | --    | 60    | --    | 23    | 14    | --       | .380  | .437     | .549     | .986  |
| 1928      | PIT       | 152   | 697   | 602   | 142   | 223   | 50       | 19       | 6        | 329   | 86    | 6     | --       | 5     | --    | 77    | --    | 13    | 16    | --       | .370  | .446     | .547     | .992  |
| 1929      | PIT       | 151   | 703   | 596   | 131   | 200   | 43       | 15       | 15       | 318   | 100   | 15    | --       | 3     | --    | 89    | --    | 15    | 24    | --       | .336  | .424     | .534     | .958  |
| 1930      | PIT       | 145   | 665   | 589   | 117   | 217   | 32       | 18       | 8        | 309   | 77    | 18    | --       | 4     | --    | 57    | --    | 15    | 18    | --       | .368  | .428     | .525     | .952  |
| 1931      | PIT       | 150   | 646   | 559   | 88    | 180   | 35       | 10       | 6        | 253   | 70    | 6     | --       | 4     | --    | 73    | --    | 10    | 21    | --       | .322  | .404     | .453     | .857  |
| 1932      | PIT       | 154   | 697   | 630   | 107   | 215   | 62       | 10       | 8        | 321   | 82    | 13    | --       | 2     | --    | 56    | --    | 9     | 24    | --       | .341  | .397     | .510     | .906  |
| 1933      | PIT       | 154   | 694   | 618   | 101   | 191   | 38       | 16       | 7        | 282   | 70    | 3     | --       | 2     | --    | 60    | --    | 14    | 20    | 10       | .309  | .372     | .456     | .828  |
| 1934      | PIT       | 146   | 677   | 599   | 122   | 217   | 32       | 16       | 14       | 323   | 90    | 8     | --       | 2     | --    | 68    | --    | 8     | 24    | 15       | .362  | .429     | .539     | .968  |
| 1935      | PIT       | 139   | 623   | 549   | 98    | 176   | 29       | 12       | 11       | 262   | 78    | 2     | --       | 3     | --    | 61    | --    | 10    | 22    | 15       | .321  | .392     | .477     | .869  |
| 1936      | PIT       | 148   | 666   | 585   | 107   | 218   | 53       | 9        | 5        | 304   | 94    | 7     | --       | 3     | --    | 74    | --    | 4     | 29    | 15       | .373  | .446     | .520     | .965  |
| 1937      | PIT       | 154   | 690   | 619   | 94    | 219   | 30       | 9        | 2        | 273   | 74    | 4     | --       | 0     | --    | 63    | --    | 8     | 34    | 11       | .354  | .413     | .441     | .855  |
| 1938      | PIT       | 148   | 680   | 625   | 77    | 175   | 31       | 6        | 6        | 236   | 69    | 2     | --       | 1     | --    | 47    | --    | 7     | 28    | 16       | .280  | .331     | .378     | .709  |
| 1939      | PIT       | 125   | 506   | 461   | 62    | 151   | 30       | 6        | 3        | 202   | 45    | 0     | --       | 0     | --    | 35    | --    | 10    | 18    | 12       | .328  | .375     | .438     | .813  |
| 1940      | PIT       | 89    | 261   | 238   | 32    | 69    | 16       | 1        | 1        | 90    | 32    | 0     | --       | 0     | --    | 23    | --    | 0     | 14    | 4        | .290  | .352     | .378     | .731  |
| 1941      | BRO       | 11    | 44    | 35    | 5     | 6     | 0        | 0        | 0        | 6     | 4     | 0     | --       | 0     | --    | 8     | --    | 1     | 0     | 2        | .171  | .326     | .171     | .497  |
| 1941      | BSN       | 95    | 341   | 294   | 40    | 82    | 10       | 2        | 2        | 102   | 46    | 1     | --       | 0     | --    | 47    | --    | 0     | 14    | 8        | .279  | .378     | .347     | .725  |
| '41計     | BSN       | 106   | 385   | 329   | 45    | 88    | 10       | 2        | 2        | 108   | 50    | 1     | --       | 1     | --    | 55    | --    | 0     | 14    | 10       | .267  | .372     | .328     | .701  |
| 1942      | BSN       | 114   | 404   | 333   | 43    | 86    | 17       | 1        | 1        | 108   | 39    | 2     | --       | 1     | --    | 62    | --    | 8     | 20    | 7        | .258  | .376     | .324     | .701  |
| 1943      | BRO       | 82    | 267   | 225   | 29    | 70    | 16       | 0        | 1        | 89    | 26    | 0     | --       | 1     | --    | 35    | --    | 6     | 9     | 9        | .311  | .406     | .396     | .802  |
| 1944      | BRO       | 83    | 164   | 136   | 16    | 39    | 4        | 1        | 0        | 45    | 16    | 0     | --       | 0     | --    | 27    | --    | 1     | 7     | 3        | .287  | .405     | .331     | .736  |
| 1944      | NYY       | 9     | 9     | 7     | 1     | 1     | 0        | 0        | 0        | 1     | 1     | 1     | 0        | 0     | --    | 2     | --    | 0     | 1     | 0        | .143  | .333     | .143     | .476  |
| '44計     | NYY       | 92    | 173   | 143   | 17    | 40    | 4        | 1        | 0        | 107   | 17    | 1     | 0        | 1     | --    | 29    | --    | 0     | 8     | 3        | .280  | .401     | .322     | .723  |
| 1945      | NYY       | 1     | 1     | 0     | 0     | 0     | 0        | 0        | 0        | 0     | 0     | 0     | 0        | 0     | --    | 1     | --    | 0     | 0     | 0        | .000  | 1.000    | .000     | .000  |
| 通算:19年 | 通算:19年 | 2549  | 10762 | 9459  | 1627  | 3152  | 605      | 191      | 113      | 4478  | 1309  | 104   | 0        | 38    | --    | 1091  | --    | 174   | 376   | 127      | .333  | .404     | .473     | .878  |

### 獲得タイトル
- 首位打者：4回（1926年[19]，1927年，1934年，1936年）
- 最多打点：1回（1927年）

### 表彰
- MVP：1回（1927年）

### 記録
- ワールドシリーズ出場：1回（1927年）
- MLBオールスターゲーム選出：4回（1933年，1934年，1935年，1937年）
- MLBオールセンチュリー・チームにノミネート（1999年）
- シーズン200安打：8回（1927年 - 1930年，1932年，1934年，1936年，1937年）
- 連続試合長打：14（1927年）※チッパー・ジョーンズと共にメジャー記録